# پرلی (مینه‌سوتا)
پرلی، مینه‌سوتا (به انگلیسی: Perley, Minnesota) یک شهر در ایالات متحده آمریکا است که در شهرستان نورمن، مینه‌سوتا واقع شده‌است.

## خصوصیات
پرلی ۰٫۶۲ کیلومترمربع مساحت و ۹۲ نفر جمعیت دارد و ۲۶۷ متر بالاتر از سطح دریا واقع شده‌است.